# Spurk
Spurk is een gehucht in de Belgische gemeente Bilzen-Hoeselt. het gehucht kende voorheen een aantal belangrijke hoeven: "de Haan", "de Nieuwen Vogelzang", "den Hazewind" en "den Keizer".
Deelgemeenten: Beverst · Bilzen · Eigenbilzen · Grote-Spouwen · Hees · Hoelbeek · Hoeselt · Kleine-Spouwen · Martenslinde · Mopertingen · Munsterbilzen · Rijkhoven · Romershoven · Rosmeer · Schalkhoven · Sint-Huibrechts-Hern  · Waltwilder · Werm

Overige kernen: Alt-Hoeselt · Amelsdorp · Broekem · Eik · Heesveld · Holt · Merem · Schoonbeek · Spurk · Weert

Belgische gemeenten · Arrondissement Tongeren · Limburg · Vlaanderen